# 費洛斯 (加利福尼亞州)
費洛斯（英語：Fellows）是位於美國加利福尼亞州克恩縣的一個人口普查指定地區。

## 地理
費洛斯的座標為35°10′43″N 119°32′28″W / 35.17861°N 119.54111°W，而該地最高點為海拔高度401米（即1316英尺）。

## 人口
根據2010年美國人口普查的數據，費洛斯的面積為1.700平方千米，當中陸地面積為1.700平方千米，而水域面積為0.000平方千米。當地共有人口106人，而人口密度為每平方千米62人。